# كهف ثلجي

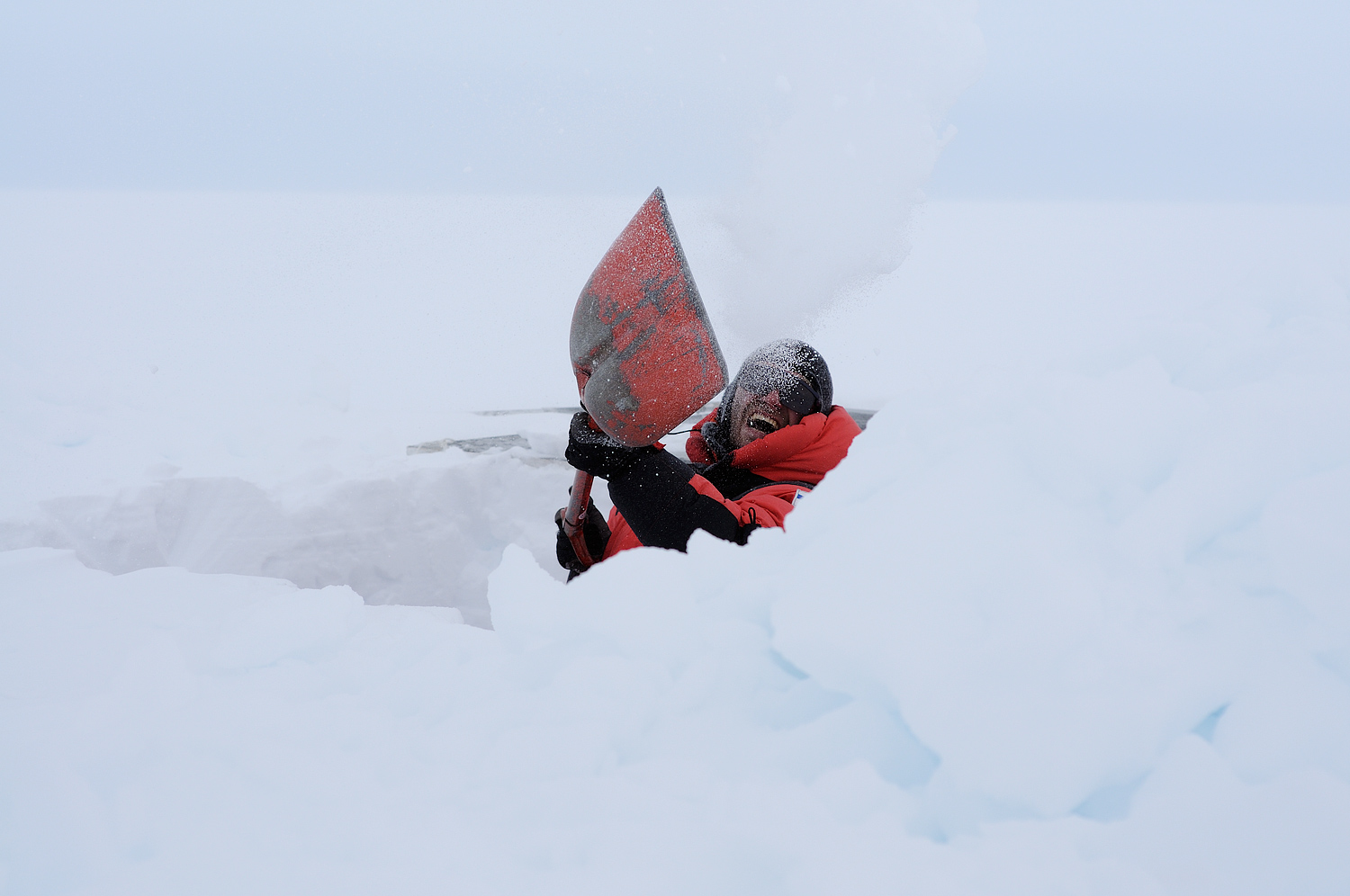
باحث يحفر كهف ثلجي لتصوير بلورات الثلج في محطة أبوا الفنلندية علي أرض الملكة ماود ب القارة القطبية الجنوبية.

الكهف الثلجي (بالإنجليزية: Snow Cave) هو ملجأ يبني في الثلج من حيوانات معينة في البرية، متسلقوا جبال بشريين، هواة الترفيه الشتوي، ومكافحوا الشتاء. له خصائص حرارية كالتي في المبنى قباني وهي فعالة جزئيًا في توفير الحماية من الرياح وكذلك درجات الحرارة المنخفضة. يمكن لكهف جليدي حسن الصنع أن يحوي درجة حرارة تصل إلي 0° مئويًا (32° فهرنهايت) أو أكثر دفئًا بالداخل، حتي وإن كانت درجة الحرارة بالخارج 40-° مئويًا (40-° فهرنهايت).
يبني الكهف الثلجي عبر حفر الثلج ليكون نفق الدخول تحت المساحة الأساسية للحفاظ علي الهواء الدافئ. يتم تبسيط البناء من خلال بنائه علي منحدر مائل والحفر إلي الأعلي وبالعرض إلي داخل المنحدر. يقبب السقف لمنع التقطير علي المقيمين. يكون عمق الثلج المناسب، الخاٍل من الصخور والجليد مطلوب —  4 إلي 5 أقدام (1.2 إلي 1.5 متر). نوع آخر من الكهوف الثلجية هو الكوينزهي، والذي يبني من الثلج بدلًا من حفره أو إزاحته.
بغض النظر عن نوع البناء، يجب أن يصلب الثلج كي يحفظ بنيته. يجب علي السقف والجدران أن يكونوا بسمك 1 قدم (0.30 متر). يمكن حفر حفرة صغيرة أعمق في جزء من أرضية الكهف لتزويد مكان يتجمع به الهواء البارد بعيدًا عن المقيمين. ويمكن أن يتم سد المدخل جزئيًا بالثلج لمنع الهواء من الدخول ولحفظ الدفئ، مع أنه من الضروري أن يمنع الثلج من الانجراف وسد المدخل بشكل كلي لإبقاء إمداد دائم من الهواء. يفضل البعض وضع عامود تزلج عبر الحائط أو السقف للعمل كفتحة هواء للطوارئ في حالة انسداد المدخل بالكامل.
يمكن النوم لعدة أيام متتابعة داخل الكهف الثلجي، لكن يجب اتخاذ الحذر لإمكانية تكون غطاء جليدي خفيف داخل الكهف بسبب الرطوبة في الهواء الذي يخرجه المقيمين من أنفاسهم. يعتقد أن هذا يتسبب في تهوئة أقل من خلال السقف والجدران، وكنتيجة يزيد من احتمالية الاختناق. من الشائع أن يتم قشط طبقة خفيفة من داخل سقف الكهف لكل يوم يتم قضاؤه داخل الكهف كإجراء أمان.
يكون ممر الدخول إلي كهف ضيق، لكن أوسع قليلًا من عرض المقيمين، يقود إلي الغرفة الرئيسية تتكون من أرض مسطحة، يمكن أن تحتوي علي منصات نوم مرتفعة، والتي تكون أيضًا محفورة من الثلج. تتفق معظم المصادر علي ضرورة استخدام أدوات كالمجرفة أو الفأس الجليدي; الحفر بالأيدي هو للطوارئ فقط. قد يكون حفر كهف جليدي مكلف جسديًا بشكل كبير. في ظروف مثالية مع ثلج جيد، يستغرق بناء كهف من شخصين أو ثلاثة  3 إلي 4 ساعات غالبًا لإنهائه. من المفيد أن توزع الأدوار علي مجموعة المتسلقين حيث يعمل كل فرد لمدة 5 دقائق داخل الكهف بشكل متكرر، بينما يعمل الباقي علي إزالة الثلج الزائد خارج الكهف وتحضير الطعام والمشروبات الدفيئة.

## روابط خارجية
- مهارات البقاء : بناء كهف جليدي نسخة محفوظة 31 ديسمبر 2022 على موقع واي باك مشين. علي PBSkids.com مع دينالي
- بناء الكهوف الثلجية للمتعة والترفيه بالخارج مع دايف
- لما الكهوف الثلجية خطيرة؟ علي TraditionalMountaineering.org